# Atrocitus
Atrocitus, il cui vero nome è Atros, è un personaggio immaginario creato da Ethan Van Sciver per la DC Comics.
Antieroe tormentato in bilico tra la pace e la rabbia, Atrocitus è stato il primo avversario dell'ex Lanterna Verde Sinestro e debuttò in Green Lantern (quarta serie) n. 25 in uno spread di due pagine "War of Light", anche se a livello cronologico compare per la prima volta in Green Lantern (quarta serie) n. 29 come prigioniero del predecessore di Hal Jordan, Abin Sur.

## Biografia del personaggio

### Green Lantern: The Secret Origins
Atrocitus nacque nel settore spaziale 666 dove fin da subito ebbe difficoltà ad integrarsi.
Quando i Manhunters, riprogrammati da Krona, operarono una strage nel settore spaziale 666, Atrocitus fu uno dei soli cinque esseri viventi dell'intero settore a scampare alla morte. Questi cinque sopravvissuti si coalizzarono in un gruppo terrorista chiamato "Cinque Inversioni" (Five Inversions in originale), votati alla distruzione dei Guardiani dell'Universo e di tutti coloro che li servivano; Atrocitus ne divenne il leader. Costoro operarono un rituale che permise loro di arrivare nel futuro e di scoprire la profezia riguardante la Notte più Profonda (o Blackest Night), che annunciava la fine della vita nell'universo. Formando un "Impero delle Lacrime", le Inversioni tentarono di distruggere i Guardiani, ma furono fermati e imprigionati sul pianeta Ysmault.
Qualche tempo dopo, Abin Sur cominciò a visitare frequentemente Ysmault, ed iniziò a fare sempre più domande a proposito della Notte più Profonda. Sur divenne ben presto ossessionato dalla profezia, convinto che gli stessi Guardiani nascondessero molte cose al riguardo, tanto da liberare Atrocitus dalla sua prigione, così che potesse guidarlo sulla Terra dove, secondo lui, si sarebbe avverata la profezia. Portato sulla Terra da una nave spaziale ed incarcerato in un costrutto d'energia creato dall'anello di Abin Sur, Atrocitus riuscì ad instillare in lui la paura, permettendole di infiltrarsi nei suoi costrutti ed indebolendoli abbastanza a lungo da permettergli di liberarsi. Dopo aver ferito gravemente la Lanterna Verde squarciandogli il petto, Atrocitus riuscì ad aprirsi un varco e a fuggire dalla nave spaziale danneggiata.
Atterrato in un lago vicino ad una base aerea, e dopo aver ucciso alcuni membri delle truppe dell'Air Force, Atrocitus assassinò due campeggiatori, adoperando le loro ossa e le loro interiora per praticare un rituale mistico che conteneva quello che sarebbe divenuto poi il giuramento delle Lanterne Rosse; scopo del rito era ottenere il nome di colui che sarebbe divenuto l'araldo della Notte più Profonda: William Hand. Atrocitus creò un dispositivo servendosi di parti di pistole rubate che usò come una bacchetta cosmica da rabdomante, e la utilizzò per arrivare a lui. Rintracciato colui che, secondo la profezia, avrebbe avuto un ruolo fondamentale nella Notte più Profonda, lo attaccò con l'intenzione di eliminarlo. Ad interrompere il suo piano, tuttavia, giunsero Sinestro e la recluta Hal Jordan che lo affrontarono dopo aver messo Hand in salvo. Atrocitus utilizzò il suo nuovo dispositivo per risucchiare l'energia dei loro anelli, lasciandoli praticamente inermi. Sinestro riuscì tuttavia a ricaricare gli anelli sfruttando la sua batteria del potere, ma la potenza di Atrocitus era tale da poter tener testa ad entrambi. Quando stava per schiacciare Sinestro con una pala meccanica, Jordan utilizzò il suo anello per far saltare in aria il veicolo giallo, cosa che colse del tutto di sorpresa Atrocitus, convinto che gli anelli delle Lanterne Verdi non funzionassero contro nulla che fosse di colore giallo. Sconfitto, Atrocitus fu incarcerato da Sinestro, e portato su Oa. Fu più tardi riportato su Ysmault da Sinestro, dove profetizzò che il pianeta della Lanterna Verde, Korugar, sarebbe presto stato devastato dal caos e dal disordine. Attraverso questa profezia, Atrocitus e le altre Inversioni insitillarono la paura in Sinestro causandone, di fatto, la rovina: questi infatti assunse un atteggiamento sempre più duro e dittatoriale su Korugar, e venne punito dai Guardiani con l'espulsione dal Corpo e l'esilio nell'Universo di Antimateria di Qward.

### Rage of The Red Lanterns
Dopo la guerra contro i Sinestro Corps, assistiamo alla nascita del Corpo delle Lanterne Rosse: su Ysmault, Atrocitus, liberatosi dalla crocifissione, adopererà la Batteria del Potere per uccidere il suo compagno Qull, reo di aver rivelato ad Abin Sur la profezia sulla Notte più Profonda, condannandoli alla reclusione su Ysmault, battezzando così nel sangue e nella rabbia la nascita del suo Corpo. Il suo primo obbiettivo sarà vendicarsi di quello che si proclamava "Il più grande tra le Lanterne Verdi", ossia Sinestro, ignorando che questi da tempo aveva abbandonato il Corpo delle Lanterne Verdi per crearne uno con il suo nome.
Quindi Atrocitus assassinò i restanti membri dei Five Inversions, utilizzando il loro sangue per forgiare nuovi anelli rossi del potere, batterie rosse, e la Grande Batteria Rossa del Potere Centrale con base su Ysmault. Provvide quindi a reclutare altri esseri da tutto l'universo che fossero pieni di rabbia e odio, inclusa l'ex Lanterna Verde Laira. Molti di loro erano accomunati dall'aver subito perdite e vessazioni dal Sinestro Corps, e Atrocitus promise loro che il primo atto del Corpo delle Lanterne Rosse sarebbe stato la sua distruzione e la morte dello stesso Sinestro. Condusse le sue Lanterne Rosse in un assalto contro Sinestro mentre questi stava venendo trasferito da alcune Lanterne Verdi da Oa sul pianeta Korugar per essere giustiziato.
Le Lanterne Rosse interruppero il combattimento tra le forze di Sinestro, giunte in soccorso del loro leader, e le Lanterne Verdi, uccidendo membri di entrambe le fazioni senza alcuna distinzione. Lo spregevole Atrocitus in persona uccise la Lanterna Verde più anziana e potente Remnant Nod. Infine, Sinestro fu catturato e portato su Ysmault per essere giustiziato, e Hal Jordan, scontratosi con Atrocitus poco prima, venne lasciato nello spazio pensando fosse morto. Dopo aver portato Sinestro su Ysmault, Atrocitus lo crocifisse in attesa di ucciderlo personalmente. Tuttavia, a differenza dei Guardiani, che intenzionati ad eseguire una rapida esecuzione, Atrocitus era intenzionato a far soffrire Sinestro il più a lungo possibile, vendicandosi delle sofferenze subite nel corso della sua prigionia. Morto Sinestro, i suoi obiettivi successivi sarebbero stati il suo pianeta natale, Korugar, e sua figlia, la cui identità fu scoperta da Atrocitus eseguendo un rituale usando il sangue del korugariano.
Quando Hal Jordan, precedendo le Lanterne Blu, raggiunse Ysmault per salvare Sinestro, nonostante l'avvertimento di quest'ultimo, cadde vittima di un agguato di Atrocitus; crocifisso a fianco del suo vecchio mentore, Jordan ascoltò da Atrocitus una nuova profezia: un giorno i Gurdiani gli avrebbero sottratto il suo più grande amore, e ciò l'avrebbe portato a ribellarsi, tornando ad essere un rinnegato, mentre l'universo si sarebbe diviso. Dopo aver portato Sinestro in salvo, le Lanterne Blu cominciarono ad andarsene, ma Jordan volle tornare indietro per Laira, che, resa senza controllo dall'anello rosso, lo attaccò, per finire uccisa da Sinestro nel tentativo di salvare Jordan. Accecato dalla rabbia, Jordan attaccò a sua volta il korugariano e, dopo averlo intrappolato in un costrutto, si preparò ad eseguire la sentenza di morte con le proprie mani, contro i desideri delle Lanterne Blu. La rabbia provata da Jordan in quel momento non fu senza conseguenze: l'anello di Laira andò a posizionarsi sul suo dito, tramutandolo in un nuovo membro del Corpo delle Lanterne Rosse. Jordan attaccò le Lanterne Blu e Sinestro, finché Saint Walker non ebbe l'idea di infilargli il suo anello blu del potere. L'anello blu distrusse l'influenza di quello rosso, riportando Hal Jordan alla normalità. Quindi, Jordan attaccò Atrocitus, utilizzando i poteri di entrambi gli anelli, blu e verde e facendogli esplodere l'anello rosso in faccia. Sconfitto, la Lanterna Rossa si ritirò sul lato oscuro di Ysmault, dove eseguì un altro rituale di sangue per scoprire l'ubicazione del pianeta base del Corpo delle Lanterne Blu.

### La notte più profonda
Le Lanterne Perdute vennero incaricate di recarsi su Ysmault a recuperare il corpo di Laira, in modo da offrirle una degna sepoltura ma caddero vittima di un'imboscata tesa loro da Atrocitus e dalle altre Lanterne Rosse. Nel corso dello scontro, molti anelli neri del potere scesero su Ysmault, resuscitando come morti viventi tanto Laira quanto le Inversioni uccise tempo prima da Atrocitus; queste lo attaccheranno, e sarà Qull a strappargli il cuore dal petto, ignorando che l'anello rosso l'ha rimpiazzato, assumendo il ruolo di organo vitale principale. Conclusa la lotta con i suoi ex-compagni, Atrocitus si recherà su Okaara, in caccia dell'Agente Arancione Larfleeze, deciso ad appropriarsi della sua Batteria del Potere; i due devono prima vedersela con l'intero Corpo Arancio, tornato come Lanterne Nere; messi ben presto a mal partito, verranno tratti in salvo dall'intervento di Indigo-1, Carol Ferris, Sinestro, Hal Jordan e di Saint Walker, il cui potere combinato spazzerà via gli avversari; l'arrivo degli ex Guardiani Ganthet e Sayd scatenerà tutta la rabbia di Atrocitus, acuita ancora di più dall'esser riportato su Ryut, sua terra d'origine resa un deserto di morte dal genocidio operato dai Manhunters; solo l'intervento di Saint Walker, che riuscirà ad entrare in empatia con lui (entrambi condividono la rabbia per la perdita dei propri cari), ne placherà la collera. Atrocitus quindi deciderà di combattere per la vita con gli altri leader dei Corpi, accantonando la sua sete di vendetta fino al termine della Notte Più Profonda. Nella battaglia di Coast City, la Lanterna Rossa si batterà in prima linea, affrontando lo Spettro, tornato come Lanterna Nera: Atrocitus si sente in assonanza con lui, espressione della Collera Divina e per un attimo riesce anche a sottometterlo, annettendolo al suo Corpo; l'entità, tuttavia, non può esser controllata in alcun modo. Quindi si trova opposto a Mano Nera, e, ricordando il loro precedente incontro, rimpiange di non averlo ucciso quando ne ha avuto la possibilità. Sconfitti definitivamente Nekron e le Lanterne Nere, Atrocitus fa ritorno su Ysmault.

### Nel giorno più splendente
Ad Ysmault, Atrocitus verrà contattato da Guy Gardner e Ganthet: questi gli propone di riconsiderare l'attacco al Corpo delle Lanterne Verdi e ai Guardiani, in cambio di qualcosa a cui la Lanterna Rossa tiene tantissimo. Atrocitus torna quindi sulla Terra, per prender parte alla caccia alle Entità; per rintracciarle, praticherà un rituale sciamanico usando le ossa e le interiora di un gruppo di teppisti che massacra brutalmente sulla metropolitana di New York. Raggiunto da Carol Ferris, Hal Jordan e Sinestro, Atrocitus si scontrerà con loro, rivelando di aver imparato a creare costrutti con l'anello rosso. I quattro vengono però interrotti da Lobo, alla caccia della Lanterna Rossa per riscuotere una taglia sulla sua testa; per quanto potente, lo czarniano non è in grado di affrontare simultaneamente le quattro Lanterne e, dopo una dura lotta, si arrenderà, tornando nello spazio; in seguito si apprenderà che i due erano d'accordo e che l'intera battaglia altro non era che una messinscena allo scopo di distrarre i membri degli altri Corpi dai reali scopi di Atrocitus. Questi, assieme a Sinestro, si metterà sulle tracce del Massacratore, Entità della Rabbia; seguendo la scia di distruzione che lascia sulla sua strada, a sua volta alla ricerca di un ospite da abitare, i due arriveranno al penitenziario di Deer Lodge, semidevastato dall'Entità, dove Atrocitus distrugge tre autobus colmi di assassini seriali evacuati dalle celle, massacrandone crudelmente gli occupanti, disgustato da quella che giudica eccessiva clemenza nei loro confronti: secondo lui, chi prende una vita merita di perdere la propria. Abbandonato da Sinestro (accorso a salvare la figlia Soranik su Qward), Atrocitus, attraverso il sangue di due nuove vittime, riuscirà finalmente a rintracciare il Massacratore: l'Entità irrompe nel braccio della morte di un penitenziario, nel corso di un'esecuzione; il condannato si fa beffe del padre di una delle sue vittime ed il Massacratore, avvertitane la rabbia, cerca di usarlo come ospite, venendo fermato dallo Spettro che, dopo avergli intimato di abbandonare la Terra, ingaggia una lotta con lui. L'intromissione di Atrocitus consente tuttavia all'Entità di unirsi al prescelto, il cui primo atto è uccidere brutalmente l'assassino di sua figlia; l'intervento congiunto dello Spettro e di Atrocitus riesce comunque a separare i due, con l'Entità che verrà rinchiusa nella Lanterna di quest'ultimo. Atrocitus, accortosi dell'intenzione dello Spettro di condannare l'uomo unitosi al Massacratore, si schiererà in sua difesa, sostenendo che l'aver eliminato chi ha ucciso sua figlia non basta comunque a bilanciarne la perdita. Lo Spettro rinuncia quindi a giudicare entrambi, affermando che la missione di Atrocitus contro Krona è sacra e non può essere interrotta. La Lanterna Rossa, raggiunti gli altri membri dei Corpi al momento sulla Terra, si intromette nello scontro tra Hal Jordan e Krona, assalendo ferocemente quest'ultimo. L'attacco non sortisce effetto, esattamente come quello operato simultaneamente dalle Lanterne Indaco, Hal Jordan, Carol Ferris, Larfleeze, Saint Walker e lo stesso Atrocitus: Krona scatena contro di loro Ofide (entità dell'Avarizia) e, dopo aver sottomesso anche il Massacratore, estratto dalla Lanterna Rossa, riesce a dileguarsi. I leader dei Sette Corpi sono dunque nuovamente costretti ad unire le forze contro un comune nemico; i sette, seguendo le tracce lasciate da Krona e dalle Entità, giungono su Ryut, e qui si trovano al cospetto del Libro del Nero.

### La Guerra delle Lanterne Verdi
Dinanzi al Libro, Atrocitus svela la natura del suo patto con Gardner e Ganthet: questi aveva rivelato alla Lanterna Rossa che il genocidio del settore 666 era stato provocato da Krona, che aveva volontariamente alterato il programma che regolava le azioni dei Manhunters allo scopo di dimostrare ai Guardiani i limiti di una forza di polizia priva di emozioni; in cambio della rinuncia a distruggere il Corpo delle Lanterne Verdi, Ganthet aveva dunque offerto ad Atrocitus la vita di Krona. All'improvviso, il libro si apre e le sette Lanterne vengono attaccate da Lyssa Drak che li risucchia all'interno delle pagine del Libro. Grazie all'intervento di Sinestro, il solo a salvarsi è Hal Jordan, che riesce a recuperare anche gli anelli degli altri. Nel corso della battaglia tra le Lanterne terrestri ed i Guardiani posseduti dalle Entità, l'anello rosso di Atrocitus verrà indossato da Guy Gardner. Liberato dalla prigione di carta grazie all'intervento di Kyle Rayner, che ne disegnerà la fuga su una delle pagine bianche del Libro, Atrocitus non riuscirà in ogni caso ad ottenere la tanto agognata vendetta contro Krona, che troverà la morte per mano di Hal Jordan.

## Poteri e abilità
Atrocitus indossa un anello rosso del potere simile a quello delle Lanterne Verdi, a parte il fatto che questo è alimentato dalla rabbia e non dalla volontà. Chi utilizza un anello rosso ha poteri analoghi a quello di un anello di una Lanterna Verde o Gialla (creazione di costrutti, volo nello spazio, ecc.). I pieni poteri dell'anello rosso non sono ancora stati rivelati, ma fu affermato in Final Crisis: Rage of The Red Lanterns che gli anelli rossi hanno sostituito il cuore del portatore, pompando il sangue tinto di rabbia dal loro corpo attraverso la bocca. Hal Jordan riuscì a creare dei costrutti con questo anello, e, nel corso degli eventi narrati ne "Il Giorno più Splendente" Atrocitus si dimostrerà capace di fare altrettanto. Fu anche mostrato che l'energia dell'anello rosso corrompe l'aura degli altri anelli del potere e li brucia, compromettendo la capacità di un anello di essere utilizzato da un'altra Lanterna. A differenza degli altri membri del Corpo delle Lanterne Rosse, ridotte alla condizione di bestie rabbiose senza raziocinio, del tutto incapaci di creare costrutti e mantenerli, come fanno le Lanterne Verdi e le Lanterne Blu, Atrocitus è nel pieno controllo delle sue facoltà mentali e indossando il suo anello non è vittima di questi limiti. L'energia corruttrice delle Lanterne Rosse può essere sopraffatta e purificata dall'energia delle Lanterne Blu.
Atrocitus è un esperto nel combattimento corpo a corpo e possiede una naturale super forza e resistenza; è forte al punto di squarciare un vagone o da sollevare agevolmente una scavatrice ed abbastanza resistente da resistere ad armi potenti e a colpi di esseri dotati di forza sovrumana come Superman, Aquaman o Shazam.
Il suo affiancamento all'Impero delle Lacrime gli garantisce una grande dimestichezza con la magia sciamanica e la Negromanzia, che utilizzò per forgiare gli anelli delle Lanterne Rosse e scovare la locazione di William Hand.

## Altri media

### Cinema
- Atrocitus appare in un flashback di Abin Sur, nel film d'animazione Lanterna Verde - I cavalieri di smeraldo.
- Atrocitus appare anche nel film d'animazione LEGO DC Super Heroes: Aquaman e la Justice League.

### Televisione
- Atrocitus è uno dei due antagonisti principali della serie animata Lanterna Verde.
- Il personaggio è apparso anche nella serie animata Justice League Action.
- Il personaggio è apparso in cameo nella serie animata DC Super Hero Girls.

### Videogiochi
- Atrocitus è un personaggio giocabile da sbloccare nel videogioco DC Universe Online.
- Atrocitus è un personaggio evocato nel videogioco Scribblenauts Unmasked: A DC Comics Adventure.
- Atrocitus è un personaggio giocabile negli altri videogiochi LEGO Batman 3: Gotham e oltre, Infinite Crisis e LEGO DC Super-Villains.
- È un personaggio giocabile nel videogioco Injustice 2, con lui c'è il gatto Dex-Starr come supporto.